# Hindumanes
Genre
Hindumanes est un genre d'araignées aranéomorphes de la famille des Salticidae.

## Distribution
Les espèces de ce genre sont endémiques d'Inde.

## Liste des espèces
Selon World Spider Catalog (version 18.5, 20/11/2017) :
- Hindumanes karnatakaensis (Tikader & Biswas, 1978)
- Hindumanes wayanadensis Sudhin, Nafin & Sudhikumar, 2017

## Publication originale
- Logunov, 2004 : On the taxonomic position of "Lyssomanes" karnatakaensis and other Indian species formerly assigned to Lyssomanes (Araneae, Salticidae). Bulletin of the British Arachnological Society, vol. 13, no 3, p. 73-75 (texte intégral).